# Młyn w Morawicy
Młyn w Morawicy – dawny młyn wodny na Czarnej Nidzie, wcześniej spichlerz z browarem, zlokalizowany przy drodze krajowej nr 73 (ul. Kielecka róg Spacerowej) w Morawicy (powiat kielecki).   

## Historia
Obiekt powstał pierwotnie jako spichlerz dworski z browarem. Zbudowano go w 1840 ze środków rodziny Oraczewskich, właścicieli Morawicy i okolicznych dóbr od 1837 do 1898. W 1905 obiekt przebudowano na młyn i podwyższono o jedno piętro. Pod koniec lat 90. XX wieku był w złym stanie technicznym i został sprzedany prywatnemu właścicielowi (Zygmuntowi Zawierusze), który go wyremontował i przeznaczył na restaurację z hotelem. Odbywają się tu uroczystości gminne.

## Galeria

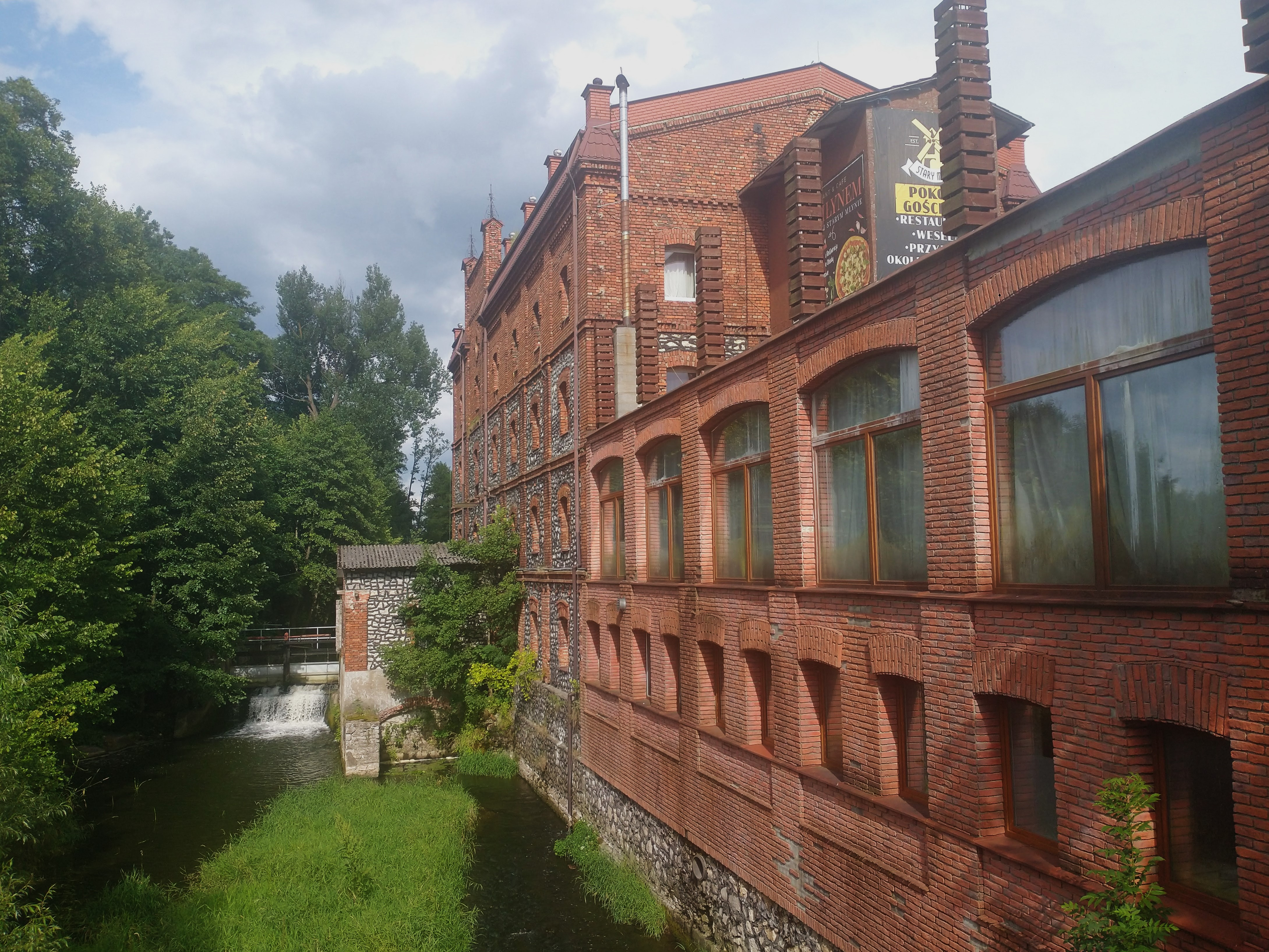
Widok od strony Czarnej Nidy
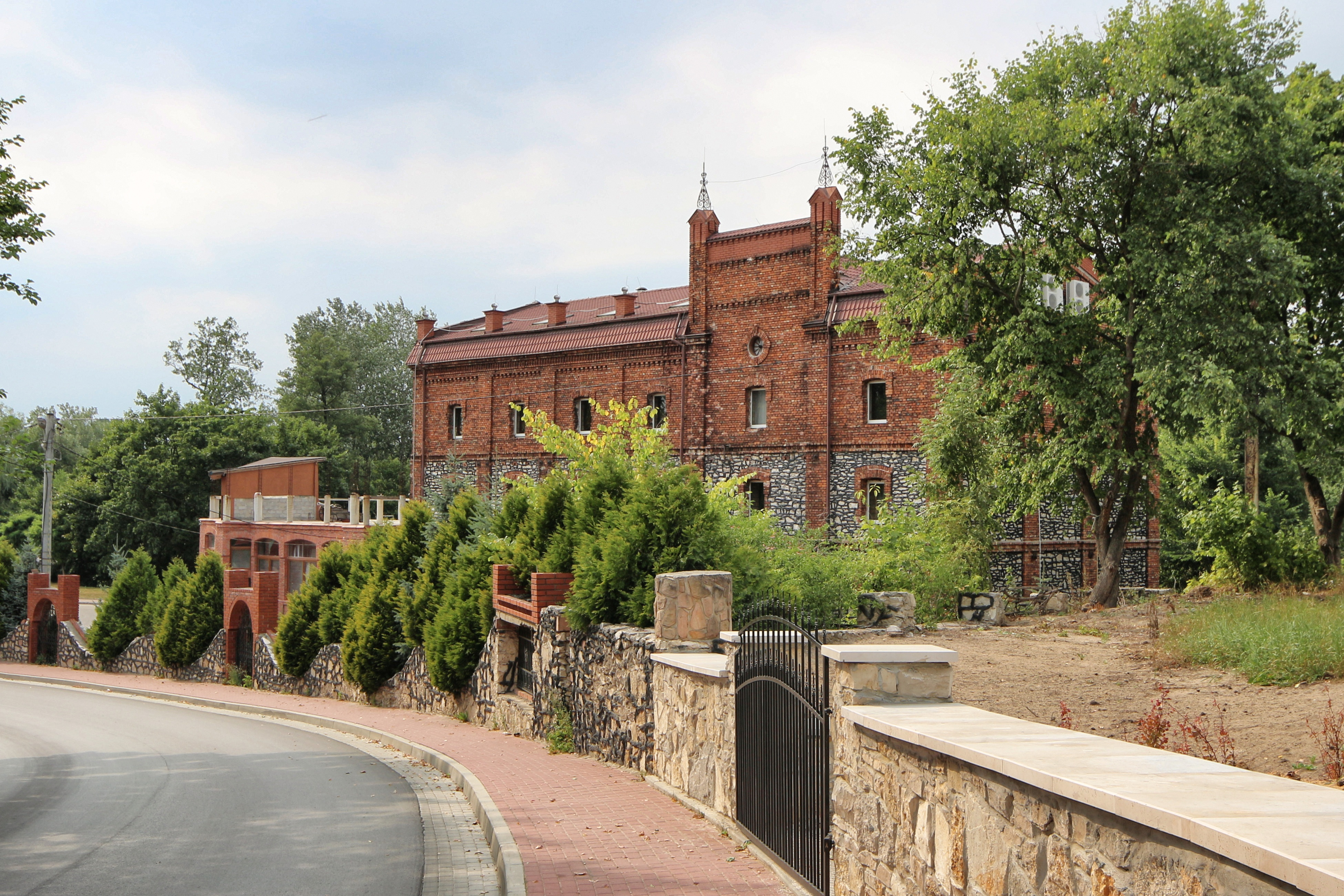
Całość kompleksu